# 壮志奔腾
是一部2003年美國傳記運動劇情好萊塢電影，由加里·罗斯執導，托比·马圭尔主演。內容根据劳拉·希伦布兰著作《海餅乾：史上最偉大的賽馬傳奇》（Seabiscuit: An American Legend）改編。影片基於「海洋饼干」這隻體型過小和被忽視的賽馬生涯，牠的成功令牠成為在美國大萧条時期成為媒體留意的矚目對象。
在美國電影學會評選的百年百大電影系列，名列AFI百年百大勵志電影的第50名。

## 剧情
瑞德·波拉德（托比·马圭尔飾）、查尔斯·斯图尔特·霍华德（傑夫·布里吉飾）、汤姆·史密斯（克里斯·庫柏飾）等3人，分別成為冠軍馬「海饼干」的主騎師、馬主和練馬師，通過和馬的羈絆，從困難中達至名成利就的故事。描述1930年代著名赛马的真实故事，一匹身型娇小的赛马，却出人意料地取得了成功，其经历在大萧条之后的美国社会中作为一个励志的形象而存在。

## 演员
- 托比·马圭尔 饰 瑞德·波拉德（Red Pollard）——骑师
- 杰夫·布里吉 饰 查尔斯·斯图尔特·霍华德（英语：Charles S. Howard）（Charles Stewart Howard）——马匹主人
- 克里斯·库珀 饰 汤姆·史密斯（英语：Tom Smith (horse trainer)）（Tom Smith）——训练师

## 花絮
电影在加州亚凯迪亚的圣安妮塔公园、肯塔基州列克星敦的基蘭馬場以及纽约州Saratoga Springs的萨拉托加赛马场三地取景拍摄。真实故事发生地贝尔蒙特公园（Belmont Park）自从海饼干时代始占地显著扩张，因此剧组不得不另选基蘭馬場取而代之。

## 劇中名言
「你不能因為他受了一點傷，就否定他的價值。」

## 評價
爛番茄新鮮度77%，基於201條評論，平均分為7.1/10，而在Metacritic上得到72分，代表「普遍好評」，IMDB上得7.3分，收穫普遍好評。

## 奖项
| 獎項                         | 項目                                                             | 得獎者                                                                        | 結果 |
| ---------------------------- | ---------------------------------------------------------------- | ----------------------------------------------------------------------------- | ---- |
| 美国作曲家、作家和发行商协会 | 熱門票房電影                                                     | 蘭迪·紐曼                                                                     | 獲獎 |
| 第76届奥斯卡金像奖           | 最佳影片                                                         | 凱斯琳·甘迺迪 法蘭克·馬歇爾 蓋瑞·羅斯                                         | 提名 |
| 第76届奥斯卡金像奖           | 最佳改編劇本                                                     | 蓋瑞·羅斯                                                                     | 提名 |
| 第76届奥斯卡金像奖           | 最佳艺术指导                                                     | Jeannine Claudia Oppewall (藝術總監) Leslie A. Pope (裝飾師)                  | 提名 |
| 第76届奥斯卡金像奖           | 最佳攝影                                                         | 约翰·施瓦兹曼                                                                 | 提名 |
| 第76届奥斯卡金像奖           | 最佳服装设计                                                     | 茱迪安娜·馬科夫斯基                                                           | 提名 |
| 第76届奥斯卡金像奖           | 最佳剪辑                                                         | 威廉·戈登伯格                                                                 | 提名 |
| 第76届奥斯卡金像奖           | 最佳混音                                                         | Andy Nelson 安娜·贝尔默 托德·梅特兰                                           | 提名 |
| 第54届美國電影編輯獎         | 最佳故事片 - 戲劇                                                | 威廉·戈登伯格                                                                 | 提名 |
| 美國社會電影攝影師獎2003     | Outstanding Achievement in Cinematography in Theatrical Releases | 约翰·施瓦兹曼                                                                 | 獲獎 |
| 第九届影評人選擇獎           | 最佳影片                                                         |                                                                               | 提名 |
| 第九届影評人選擇獎           | 最佳劇本                                                         | 蓋瑞·羅斯                                                                     | 提名 |
| 第56屆美國董事協會獎         | 優秀導演 - 故事片                                                | 蓋瑞·羅斯                                                                     | 提名 |
| 第61屆金球獎                 | 最佳電影 - 戲劇                                                  |                                                                               | 提名 |
| 第八屆衛星獎                 | 衛星獎電影最佳男配角                                             | 傑夫·布里吉                                                                   | 提名 |
| 第八屆衛星獎                 | 衛星獎最佳藝術指導和生產設計                                     |                                                                               | 提名 |
| 第八屆衛星獎                 | 衛星獎最佳攝影                                                   | 约翰·施瓦兹曼                                                                 | 提名 |
| 第八屆衛星獎                 | 衛星獎最佳服裝設計                                               | 茱迪安娜·馬科夫斯基                                                           | 提名 |
| 第八屆衛星獎                 | 衛星獎最佳剪輯                                                   | 威廉·戈登伯格                                                                 | 提名 |
| 第八屆衛星獎                 | 最佳原創配樂                                                     | 蘭迪·紐曼                                                                     | 提名 |
| 第八屆衛星獎                 | 衛星獎最佳改編劇本                                               | 蓋瑞·羅斯                                                                     | 提名 |
| 第八屆衛星獎                 | 衛星獎最佳音效                                                   |                                                                               | 提名 |
| 第十屆演員工會獎             | 演員工會獎優秀男配角                                             | 克里斯·庫珀                                                                   | 提名 |
| 第十屆演員工會獎             | 演員工會獎優秀演員                                               | 伊麗莎白·班克斯 傑夫·布里吉 克里斯·庫珀 威廉·H·梅西 陶比·麥奎爾 加里·史蒂文斯 | 提名 |
| 2003美國作家協會獎           | 美國作家協會獎最佳改編劇本                                       | 蓋瑞·羅斯                                                                     | 提名 |